# Ma'agar Dalton
Ma'agar Dalton (hebrejsky מאגר דלתון, doslova Nádrž Dalton) je umělá vodní nádrž v Izraeli. Nachází se v Horní Galileji, západně od vesnice Dalton a cca 1 kilometr jihovýchodně od města Džiš.
Využívá přírodní sníženinu na náhorní planině nedaleko úbočí masivu Har Meron. Plní ji zejména srážky a přítok z okolních pramenů v zimní dešťové sezóně. Nádrž je obklopena sedm metrů vysokou zdí. Kapacita vodního díla je uváděna jako 170 000 kubických metrů. Podle jiného zdroje je ale kapacita nádrže cca 3 miliony kubických metrů. Plněna je zejména pramenem Ejn Aviv (עין אביב) poblíž nedalekého vodního toku Nachal Dišon. Voda je pak využívána po úpravě pro zemědělské účely.
Poblíž jezera se nacházejí prameniště několika vodních toků. Kromě Nachal Dišon, respektive jeho přítoku Nachal Guš Chalav, je to také Nachal Amud.